# Незабудька гайова
Незабудька гайова, незабудка дібровна (Myosotis nemorosa) — вид рослин з родини шорстколистих (Boraginaceae), поширений у більшій частині Європи.

## Опис
Багаторічна трава зазвичай довжиною 40–60 см, переважно у верхній половині гілляста; стебло голе або розсипано волосисте. Листки еліптичні. Чашечка дзвінчаста, чашолистки трикутні. Віночок округлий, пелюстки блакитні. Рослина від дворічної до багаторічної. Стебло від квадратного до крилатого. Горішки яйцеподібні, верхівка тупа, низ ширший, усічений, 1.4–1.6 × 1.2–1.3 мм. Поверхня гола, блискуча, чорна. 2n = 22. Стебла лише вгорі вкриті розсіяними притиснутими білуватими волосками, нижче майже голі, блискучі.
Період цвітіння: травень — серпень.

## Поширення
Поширений у більшій частині Європи.
В Україні вид зростає у тінистих лісах, заболочених місцях — зрідка в лісах Карпат, Опіллі, частіше в Поліссі та Лісостепу.